# هيركيولز (مصارع محترف)
هيركيولز (بالإنجليزية: Ray Fernandez)‏ هو مصارع محترف أمريكي، ولد في 7 مايو 1956 في تامبا في الولايات المتحدة، وتوفي بنفس المكان في 6 مارس 2004.

## وصلات خارجية
- هيركيولز على موقع WrestlingData.com (الإنجليزية)
- هيركيولز على موقع CageMatch worker (الإنجليزية)
- هيركيولز على موقع قاعدة بيانات المصارعة على الإنترنت (الإنجليزية)
- هيركيولز على موقع عالم المصارعة على الإنترنت (الإنجليزية)
- هيركيولز على موقع عالم المصارعة على الإنترنت (الإنجليزية)
- هيركيولز على موقع IMDb (الإنجليزية)
- هيركيولز على موقع قاعدة بيانات الفيلم (الإنجليزية)